# 坎馬卓茲
坎馬卓茲 （英語： Camazotz;Cama-Zotz;Sotz;Zot）或譯卡瑪佐茲，在後古典期的玛雅神话《波波爾‧烏》中，為冥界諸神服務的蝙蝠神。坎馬卓茲，在基切语中的意思是“死亡蝙蝠”。在中美洲，蝙蝠通常与夜晚、死亡和牺牲联系在一起。 

## 词源
坎馬卓茲（Camazotz）由基切語的死亡（kame）和蝙蝠（sotz）组成。

## 神话
《波波爾‧烏》中，坎馬卓茲是玛雅雙子英雄胡納普和伊修巴蘭奎（Ixbalanque）在冥界的试炼中遇到的蝙蝠神。双子被迫在蝙蝠屋中过夜，將自己挤进吹箭筒裡，以抵禦盘旋的蝙蝠。 胡納普將头从吹箭筒中探出，確認太阳是否升起時，坎馬卓茲取下祂的头，带到球场上挂起来，作為众神下一场球赛中使用的球。 

## 古典期（公元200-900 年）
在玛雅古典期的圖畫中，蝙蝠呼出不健康的气体，通常被描绘成一個人身上能带給敵人疾病的守護神(Nahual)。然而，古典期中，蝙蝠神很少出現，或扮演《波波爾‧烏》中相同的角色。 

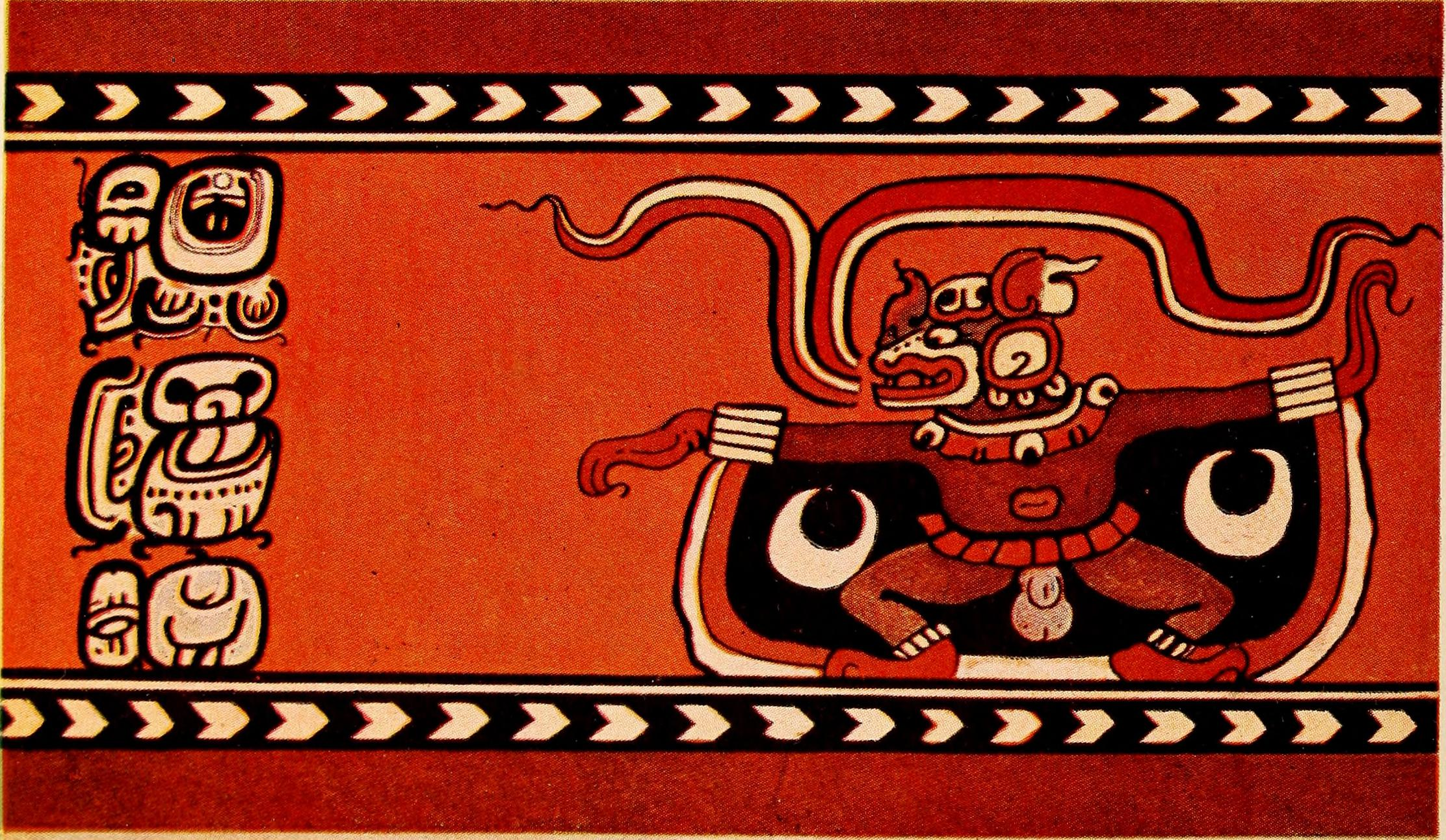
Chamá花瓶上的圖畫

## 文化影響
- 日本手機遊戲《Fate/Grand Order》中，作為頭目Beast登場。配音員為檜山修之。[5]